# Natriumphenolat
Natriumphenolat ist das Natriumsalz von Phenol. Es entsteht durch die Umsetzung von Phenol mit Natronlauge.

## Verwendung
Natriumphenolat wird für die Darstellung von Salicylsäure mittels Kolbe-Schmitt-Reaktion verwendet. Dazu wird es mit Kohlendioxid unter Druck erhitzt und das entstehende Natriumsalicylat mit Schwefelsäure umgesetzt: